# Monument aux morts, combattants et serviteurs du Tarn-et-Garonne, 1870-1871

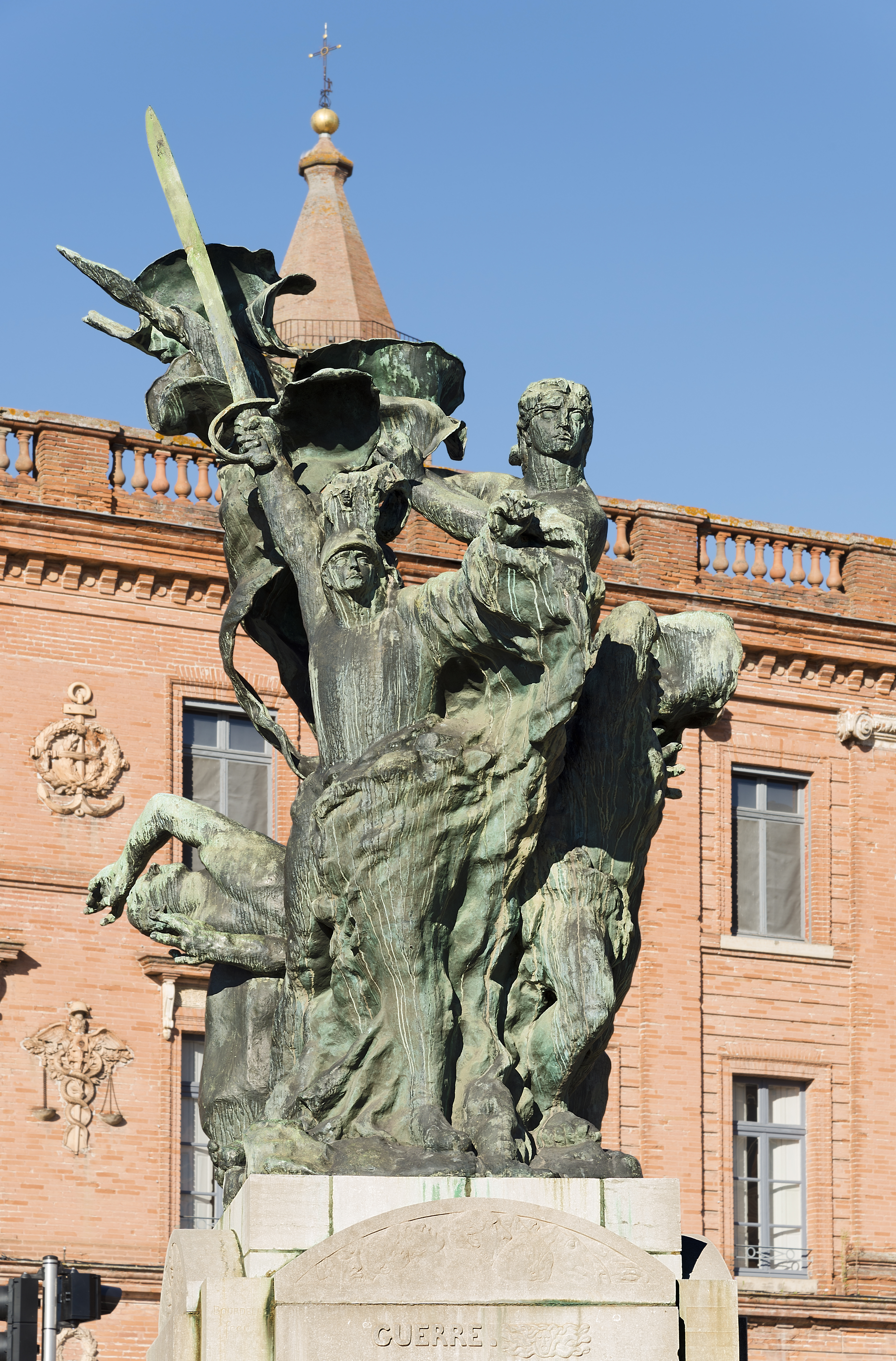
Monument aux morts, combattants et serviteurs du Tarn-et-Garonne, 1870-1871

Monument aux morts, combattants et serviteurs du Tarn-et-Garonne, 1870-1871 (ook Hommage aux morts, combattants et serviteurs du Tarn-et-Garonne, 1870-1871) is een oorlogsmonument in de Franse stad Montauban uit 1902. Het beeldhouwwerk werd opgericht ter ere van de Franse soldaten uit het departement Tarn-et Garonne die sneuvelden en dienden in de Frans-Duitse Oorlog (1870-1871). Het werd gemaakt door de beeldhouwer Émile-Antoine Bourdelle (1861-1929), die geboren is in Montauban.

## Beschrijving
Het bronzen beeld op een granieten sokkel stelt vier afzonderlijke personages voor die verenigd zijn onder een grote vlag: een gewonde kurassier werpt een laatste blik op de vlag, een infanterist schiet zijn laatste cartouche af, een artillerist houdt de vlag omhoog. De personages met hun expressieve houdingen en hun verwrongen gezichtsuitdrukkingen lijken een aanklacht te vormen tegen de gruwelen van de oorlog. Het is een vroeg werk van Bourdelle en getuigt van de grote invloed van zijn leermeester Auguste Rodin, vooral in het expressionisme van de figuren. De asymmetrische compositie en de zoektocht naar spanning en beweging zijn echter eigen aan Bourdelle.
Het staat opgesteld op het plein Place Antoine Bourdelle tussen het Musée Ingres Bourdelle en het Muséum Victor Brun en het kijkt uit over de Tarn.

## Ontstaan
Het beeld werd ontworpen door Bourdelle in 1895 naar aanleiding van een wedstrijd uitgeschreven door een vereniging van oudstrijders uit Montauban. Het werd ingehuldigd op 14 september 1902. Het kunstwerk kreeg veel kritiek. De radicale keuzes en de romantische visie van de kunstenaar botsten met de traditionele visie op oorlogsmonumenten. Auguste Rodin nam de verdediging van zijn oudleerling op en noemde het monument in 1909: une oeuvre épique, un des meilleurs élans de la sculpture actuelle.

## Galerij

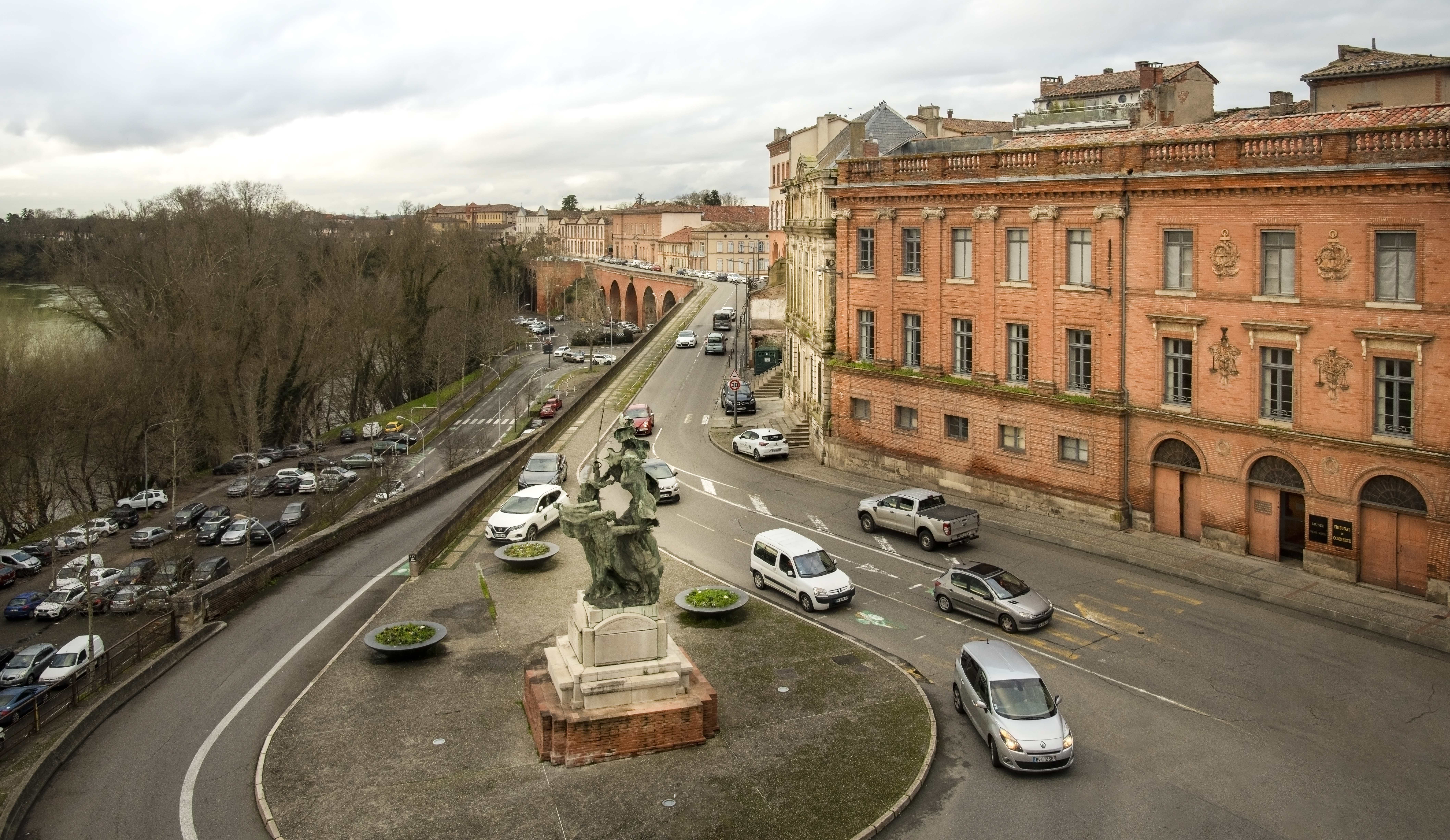
Place Antoine Bourdelle
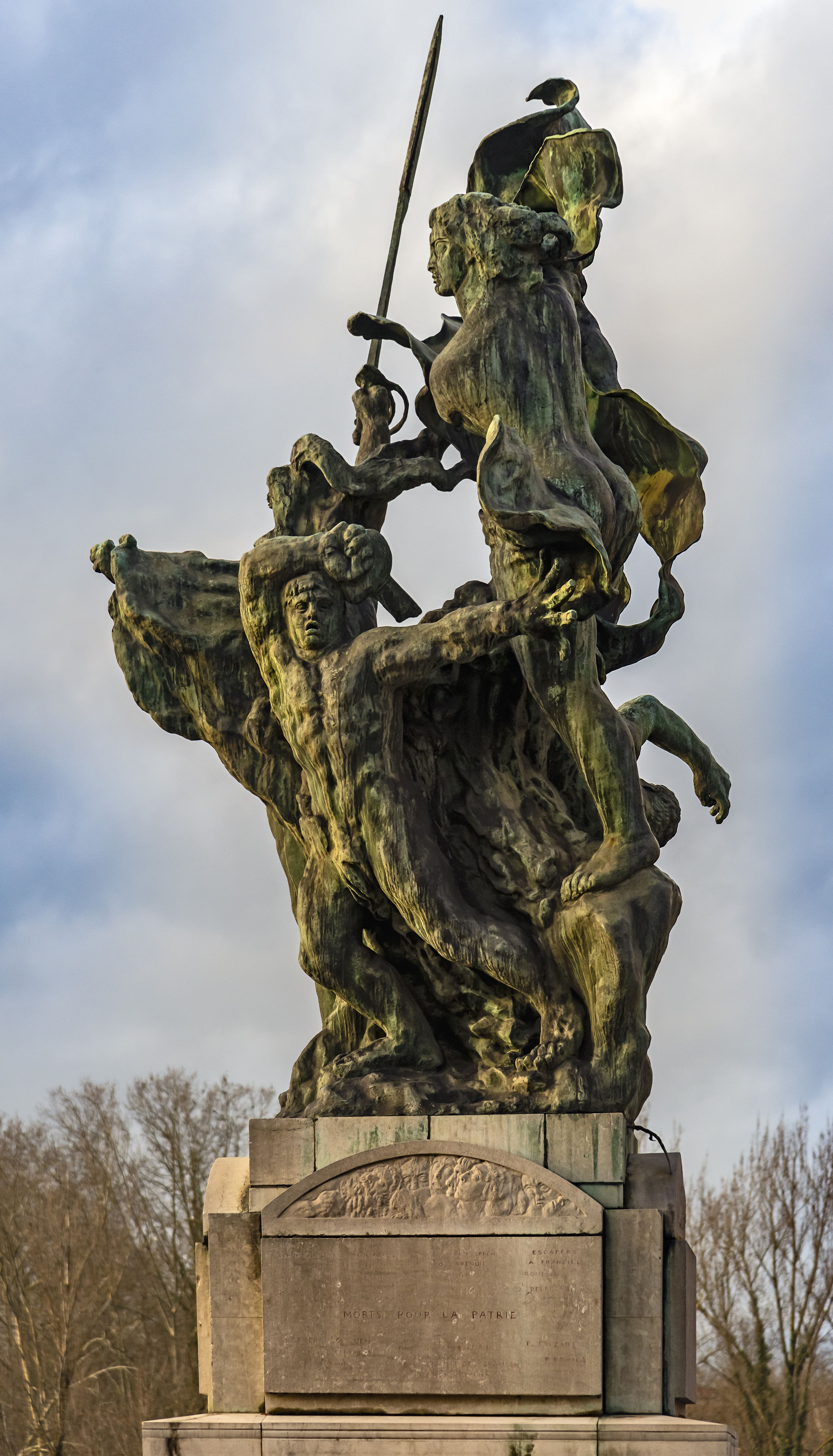
Zijaanzicht
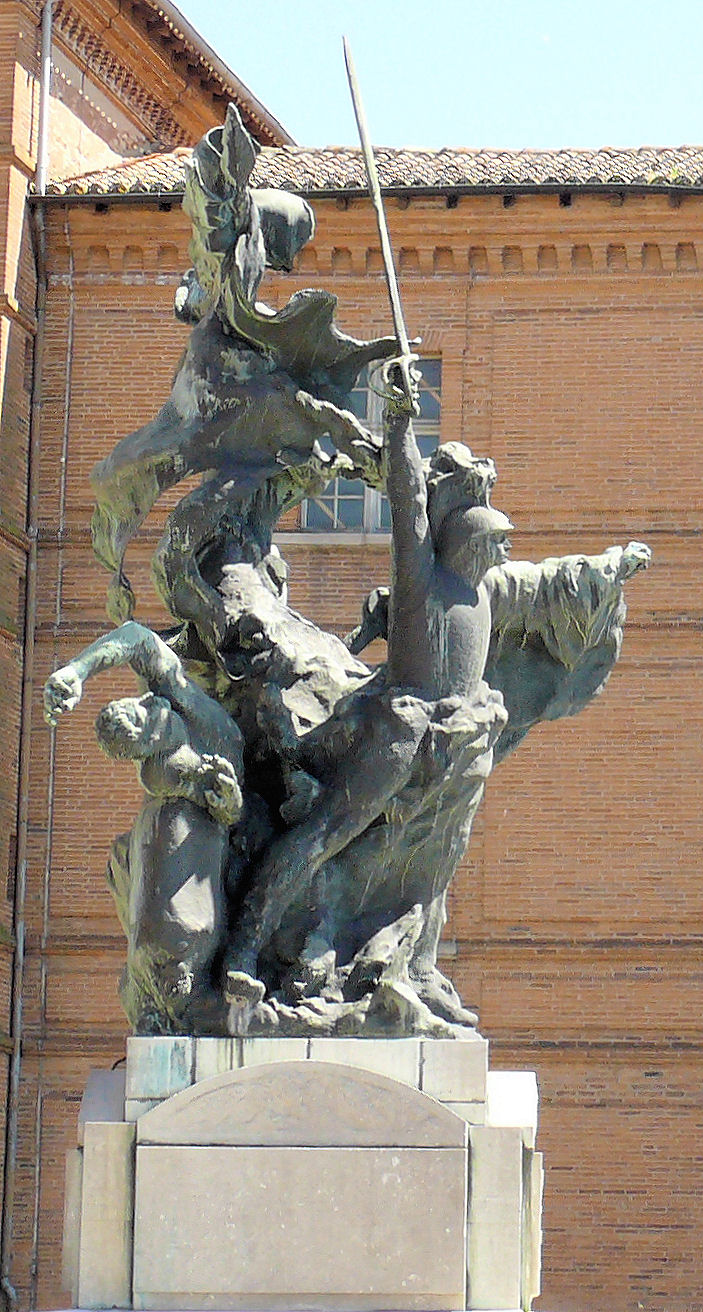
Zijaanzicht